# Histoire de la chirurgie
La chirurgie est un ensemble d'opérations manuelles et instrumentales réalisées sur et dans un corps vivant à des fins thérapeutiques.
C'est l'un des plus anciens arts médicaux. Son efficacité a été très longtemps limitée par quatre facteurs, dont les trois premiers déterminent la durée possible d'intervention :
- l'ignorance de l'anatomie et de la physiologie : sans connaissance précise de l'organisation intérieure du corps et de son fonctionnement, les interventions ne pouvaient porter sur les organes vitaux et se limitaient aux organes périphériques et aux plaies ;
- l'hémorragie, souvent mortelle. Si la coagulation a été observée de longue date, la compréhension de l'hémostase attendra le XXe siècle. Cause ou conséquence de l'intervention, le saignement artériel ne pouvait être contrôlé que par la compression mécanique externe (garrot, clamp ou tamponnement) ou la cautérisation et, plus récemment, par obstruction temporaire intracavitaire (sondes à ballonet, obturateurs gélifiés réversibles), permettant la suture réglée des vaisseaux et des tissus ;
- la douleur, entrainant des réactions motrices réflexes de défense ou d'évitement, ou des réactions de choc, problèmes maintenant mieux résolus avec la découverte de l'anesthésie ;
- l'infection, qui causait de nombreux décès : la découverte des microbes par Louis Pasteur et Joseph Lister sur la voie de la découverte de l'antisepsie, permit le développement de l'asepsie et de l'hygiène et, ajoutées à celles de l'immunité et des antibiotiques, firent chuter la mortalité post-opératoire de façon spectaculaire.

L'histoire a montré que chaque fois qu'il y a eu un rapprochement entre ces deux entités que sont la médecine et la chirurgie, cela a été bénéfique pour le progrès médico-chirurgical.

## L'époque préhistorique

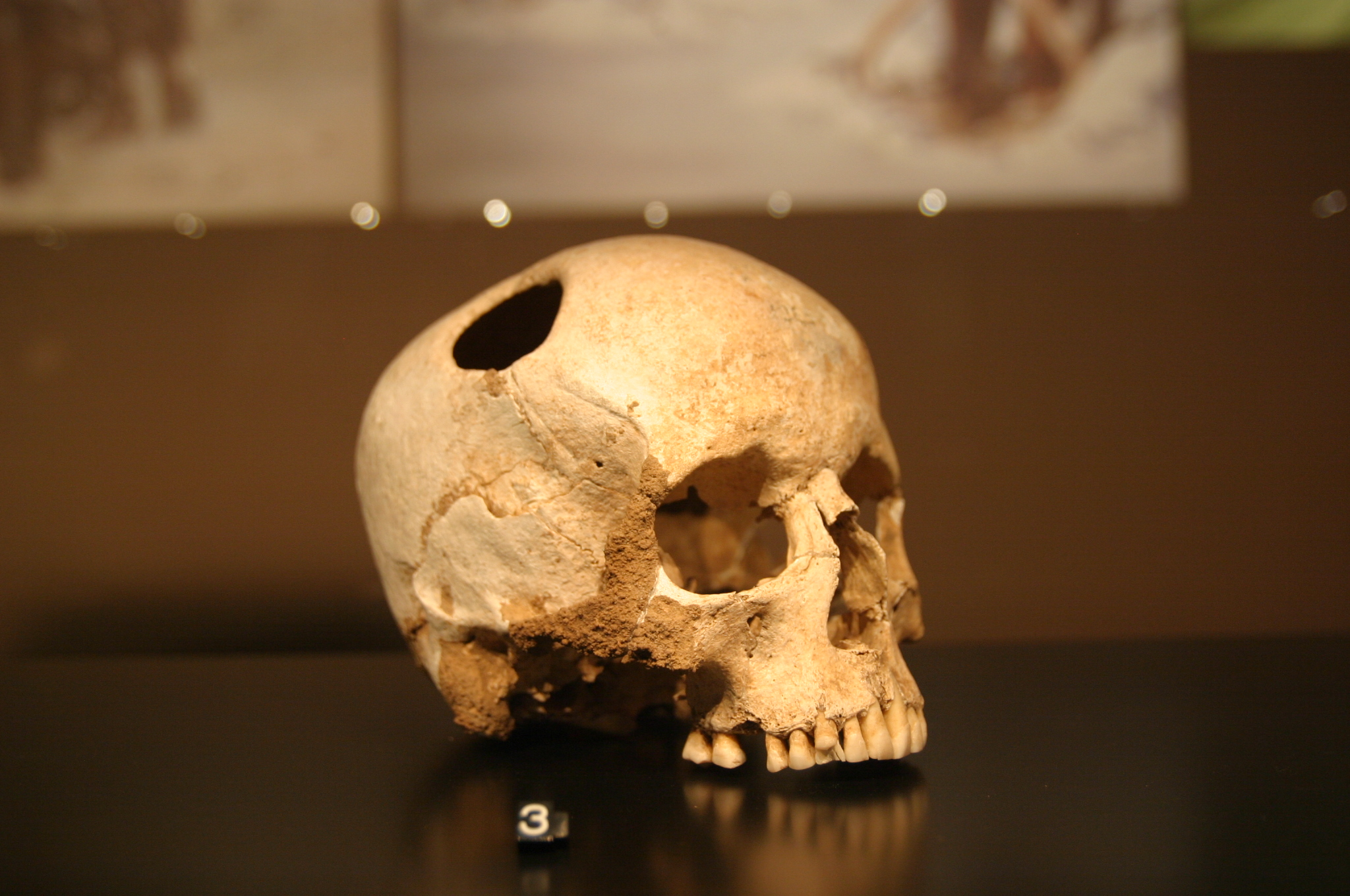
Crâne de jeune fille trépanée au silex, Néolithique (3500 av. J.-C.) ; la patiente a survécu.

De l'époque préhistorique, quelques pièces squelettiques fossiles ont réussi à traverser les âges, attestant de gestes chirurgicaux tels que des craniotomies (nombreux cas de trépanations) et des amputations de membres (plus rare) à partir du Mésolithique.
Des signes de cicatrisation sur les bords des résections permettent de penser que la craniotomie n'était pas fatale et que l'opéré a survécu après le geste chirurgical malgré la largeur parfois importante de la pièce ôtée.
Trois cas d'amputation sont actuellement connus dans le Néolithique ancien d’Europe occidentale : Sondershausen dans l’est de Allemagne (amputation de bras), Vedrovice en Moravie (amputation de main) et le site de Buthiers-Boulancourt (Seine-et-Marne) qui a bénéficié des dernières techniques de fouille et d’imagerie médicale pour révéler une amputation de l'avant-bras gauche pratiquée il y a 6 900 ans sur un homme âgé.
Diverses techniques étaient utilisées pour réaliser ces craniotomies. Par exemple, l'abrasion de la voûte crânienne avec un silex, la découpe d'une rondelle circulaire en creusant petit à petit la voûte crânienne avec des perforations circulaires dégageant une pièce osseuse ou alors des entailles qui elles aussi dégagent une pièce osseuse. L'étude des techniques utilisées par les peuples primitifs d'Amérique du sud, de l'île de Bornéo, permet de se faire une idée de ce qui a pu être utilisé à l'époque préhistorique. La préparation du patient, à savoir son endormissement, a pu être réalisée par des dérivés du pavot. Le réveil du patient, qui doit survivre à l'opération, implique des pansements primitifs. Pour les constituer, des éléments végétaux comme la gomme et la feuille de nénuphar ont été utilisés car ils possèdent des effets antiseptiques. L'argile a pu être utilisé sur des doigts gelés. On en retrouve des empreintes dans des cavernes de l'époque magdalenienne. L'absence d'infection témoigne d'une connaissance de l'asepsie.

## L'Antiquité

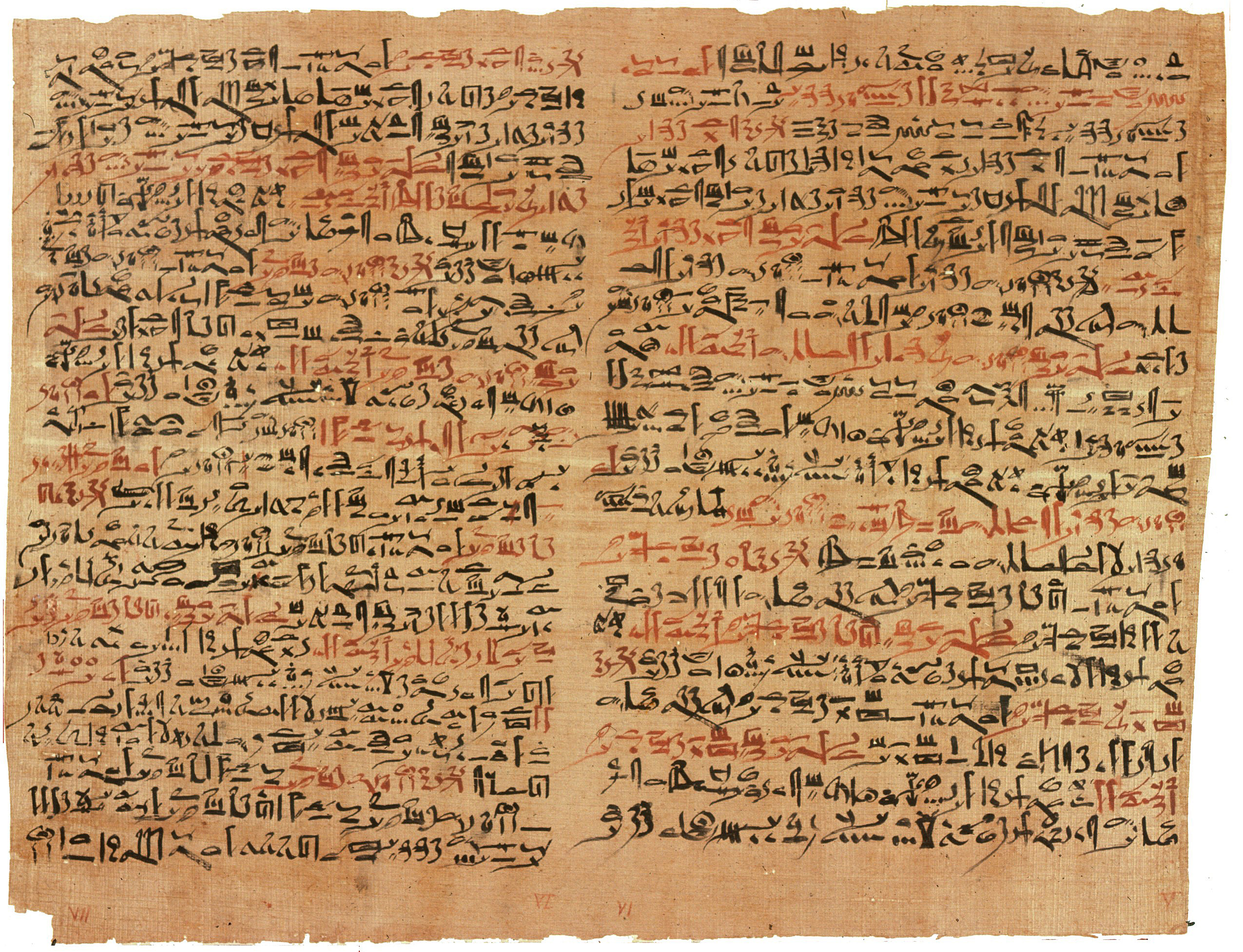
Planches et VII du papyrus Edwin Smith dans la pièce des livres rares de l'académie de médecine de New York.

L'utilisation de l'écriture a permis à certaines connaissances de traverser les siècles. C'est le cas par exemple de l'Égypte antique avec trois papyrus témoignant de pratiques chirurgicales connues sous le nom de Ebers, Brushsch et Edwin Smith du nom de leur propriétaire lorsqu'ils ont été traduits depuis les hiéroglyphes au XIXe siècle. Le premier est un traité sur les plaies et le troisième est connu comme étant le premier traité de neurochirurgie.
Un élément notable lors de pratiques chirurgicales en Égypte ancienne est la présence d'un homme non médical, non chirurgical dit hémostatique. Sa simple présence était censée limiter, voire arrêter les saignements.
Les chirurgiens et les médecins n'étaient pas dissociés les uns des autres, on retrouvait donc des titres de médecin-trépanateur par exemple.
Dans la civilisation Babylonienne au contraire, les médecins et les chirurgiens se trouvaient dans des castes différentes. À Babylone s'appliquait la loi du talion issue du Code de Hammurabi, cela impliquait, par exemple en cas de décès d'un patient pendant ou après l'acte opératoire, une sanction qui était de couper les mains de l'opérateur.

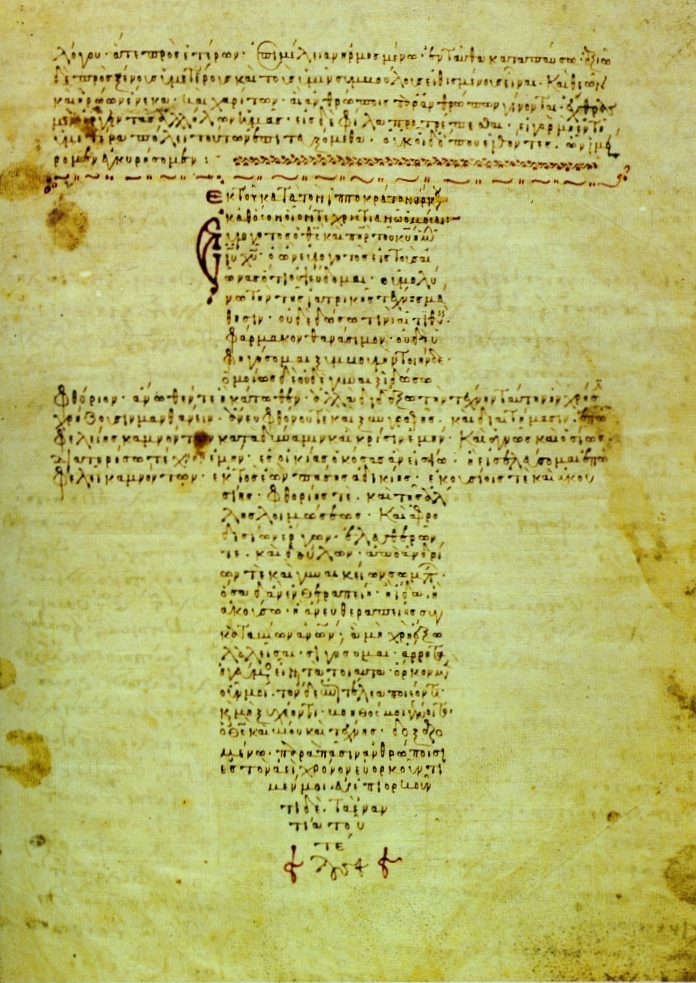
Le serment d'Hippocrate

En Grèce antique, les pratiques ont évolué au cours des siècles. À l'époque de la Guerre de Troie, la chirurgie est assez sommaire, elle se résume à des actes tels que l'extraction de flèches, l'excision des tissus nécrotiques, le lavage du sang ou le versement de sucs végétaux permettant ainsi de limiter les infections.
Avant Hippocrate, les chirurgiens étaient ambulants probablement à cause des mauvais résultats des actes réalisés. Les écoles chirurgicales n'existent pas et donc les connaissances sont assez sommaires et la transmission se fait généralement de père en fils. L'étude anatomique sur l'homme étant proscrite, les études anatomiques sont faites sur des animaux, tel que l'a fait Alcméon sur les chèvres par exemple.
Vient ensuite la période hippocratique (Ve et IVe siècles av. J.-C.) beaucoup plus prolifique au niveau médico-chirurgical. Hippocrate, bien qu'avant tout philosophe, porte un grand intérêt à la maladie. Cela l'amènera à écrire ce qui s'appela le Corpus hippocratique constitué d'une soixantaine de livres dont six sur la chirurgie. Aussi sous l'enseignement hippocratique, la médecine et la chirurgie ne sont pas scindées.
Au Ier siècle av. J.-C. en Inde ancienne, il existait une véritable unité médico-chirurgicale avec un apprentissage technique sur des animaux dans les écoles. Le principal don de la médecine de cette époque est le lambeau indien qui est une réparation plastique de l'amputation de la pyramide nasale (châtiment subi par la femme adultère ou les voleurs par exemple). La manipulation consiste à découper un segment de peau du front et de faire basculer le lambeau vers la pyramide nasale pour reconstituer un semblant de nez.
En Rome antique, une partie des connaissances chirurgicales est importée de Grèce. La chirurgie est principalement utilisée pour les besoins de l'armée ainsi que les jeux du cirque, tels que les combats de gladiateurs.
De nouvelles techniques sont mises au point, c'est ainsi qu'à Rome sont réalisées les premières césariennes. C'est d'ailleurs ce type d'opération qui aurait donné son nom à l'un des ancêtres de Jules César.
Galien est l'un des personnages clés de la chirurgie romaine du fait de ses découvertes anatomiques et ses innovations techniques. Mais par conviction religieuse, sous Marc Aurèle il fait interdire la dissection anatomique. Cela a de lourdes conséquences en Occident puisque l'interdiction entraîne petit à petit la perte de connaissances anatomiques et ce jusqu'à la Renaissance.

## Le Moyen Âge

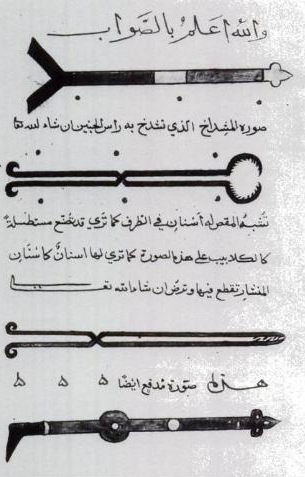
Illustration d'instruments chirurgicaux dans l’encyclopédie médicale du XIe siècle du médecin musulman médiéval Abulcasis : Kitab al-Tasrif.

Au cours du Moyen Âge va se créer un déséquilibre entre le monde arabo-musulman et l'Europe chrétienne. Alors que l'Europe sombre dans l'ignorance du fait de l'absence d'écoles chirurgicales et de chirurgiens, l'Orient quant à lui va connaître une période favorable avec les développements d'universités arabes à Damas, Bagdad, Le Caire ou encore Ispahan.
Le personnage le plus marquant de cette époque est Abulcassis, résidant dans le Califat de Cordoue, auteur d'un ouvrage important : le Tarsif, une encyclopédie médicale en 30 volumes qui a ensuite été traduite en latin et utilisée dans les écoles de médecine européennes pendant des siècles. Cet ouvrage présente une collection unique de plus de 200 instruments chirurgicaux. Beaucoup de ces instruments n'avaient jamais été utilisés auparavant par un autre chirurgien. Abulcassis prône l'utilisation de cautère pour l'hémostase. Il est à l'origine de l'utilisation des mandibules de fourmis pour suturer la fermeture cutanée. Aujourd'hui, ces mandibules sont remplacées par des agrafes chirurgicales qui ont la même utilisation : rapprocher les deux bords d'une plaie pour faciliter la cicatrisation. Hamidan quant à lui énumère au moins 26 instruments chirurgicaux révolutionnaires qui n'étaient pas connus avant Abulcassis. Parmi ces instruments figurent les premiers instruments destinés à la chirurgie gynécologique ainsi que les catguts et différents types de forceps, de ligatures, aiguilles à suture, scalpels, curettes, écarteurs, pinces chirurgicales, sondes, crochets, spéculum, scie à os et les plâtres. L'influence du Al-Tasrif a finalement conduit au déclin des barbiers chirurgiens remplacés plutôt par des médecins chirurgiens dans le monde islamique.
Alhazen a fait faire des progrès importants à la chirurgie oculaire, Avicenne a été le premier à décrire la procédure de l'intubation ; il a également décrit les éponges soporifiques, imprégnées de substances aromatiques et narcotiques qui devaient être placées sous le nez du patient pendant l'intervention. Rhazes au Xe siècle a utilisé les composés du mercure comme antiseptique local. À partir du Xe siècle les médecins et chirurgiens musulmans ont pratiqué l'application d'alcool purifié sur les blessures comme agent antiseptique.
Ibn Al-Nafis a consacré un volume de son Traité de la médecine à la chirurgie, il y décrit les trois stades d'une intervention chirurgicale, le stade pré-opératoire, l'opération en elle-même et la période post-opératoire. Son traité de médecine était également le premier livre traitant du décubitus d'un patient.
Avenzoar est considéré comme le père de la chirurgie expérimentale pour avoir introduit la méthode expérimentale dans son Al Taisir. Il fut le premier à employer l'expérimentation animale afin de mettre au point des interventions chirurgicales destinées aux patients humains. Il a également réalisé la première dissection et le premier examen post-mortem (autopsie) sur l'homme aussi bien que sur l'animal. Avenzoar inventa la technique de la trachéotomie au XIIe siècle.
Le chirurgien irakien Ammar al-Mawsili (en) inventa la première aiguille creuse et la première aiguille à injection.

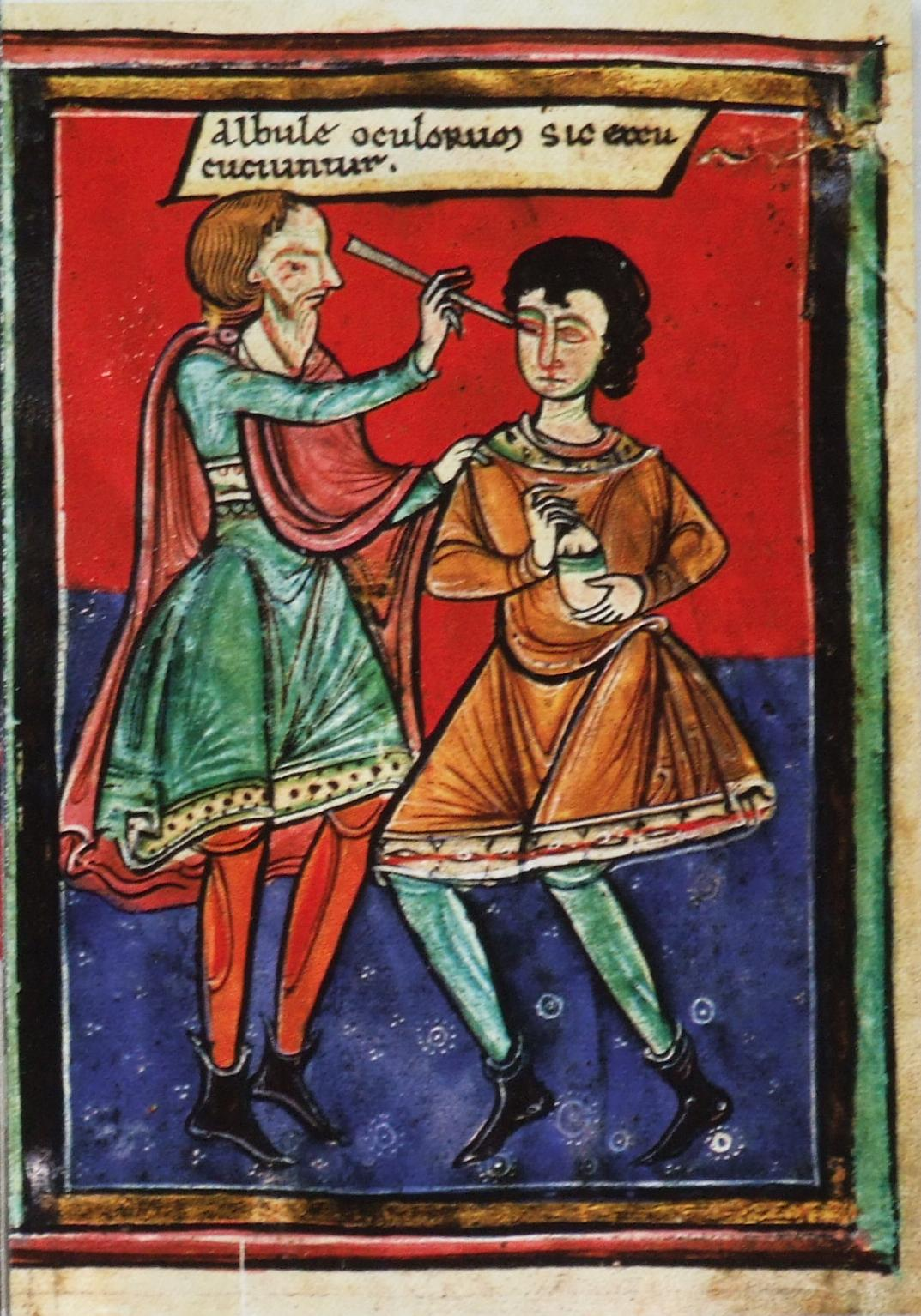
Opération chirurgicale de la cataracte (sur l'œil), 1195. British Library MS Sloane 1975, f. 93.

En Europe, du Ve au XIe siècle, la pratique chirurgicale est une pratique empirique souvent charlatanique. Contrairement à l'idée reçue, propagé par François Quesnay, le concile de Tours n'a jamais proclamé en 1163 l'Ecclesia abhorret a sanguine (L’Église abhorre le sang), car mise à part lui, aucune autres sources attestent de cette affirmation. Certains historiens affirment alors que la dissection des cadavres était strictement interdite et la chirurgie est déclarée comme étant un acte de barbarie. Toutefois, d'autres recherches laissent à penser que cette idée bien répandue n'en est pas moins fausse : la dissection n'était pas interdite mais fortement encadrée avec l'interdiction de voler des cadavres, de les démembrer ou de les faire bouillir pour séparer la chair des os. La médecine est exercée par le clergé alors que la chirurgie est plus le fait des barbiers, habitués aux instruments tranchants. Hérité de l'Orient, le cautère est aussi utilisé en Europe ; son utilisation est même abusive pendant des siècles. Le renouveau chirurgical commence dans le sud de l'Europe, influencé par une présence musulmane en Espagne durant plusieurs siècles et en Sicile pendant plusieurs dizaines d'années qui laissa derrière elle, entre autres, une culture médicale et chirurgicale. De nombreux ouvrages traitant de médecine et de chirurgie furent traduits de l'arabe au latin durant toute la période médiévale permettant de transmettre le savoir musulman ; ainsi, la première école chirurgicale européenne fut créée au IXe siècle. Il s'ensuivra l'ouverture d'une seconde école chirurgicale à Bologne au XIIe siècle. Parmi les personnages importants de cette école, on retrouve Théodoric Borgognoni; qui initie en Europe le traitement des plaies par le "sec" et non plus par le vin et remplacera, pour le traitement des plaies, l'onguent par l'antiseptique. Il utilisera également l'éponge soporifique inventée par les musulmans. Au XIIIe siècle, avec plus de 10 000 étudiants qui se concentrent sur la médecine et la chirurgie, Bologne est la plus grande université d'Europe. C'est aussi là que reprendront les premières dissections cadavériques.

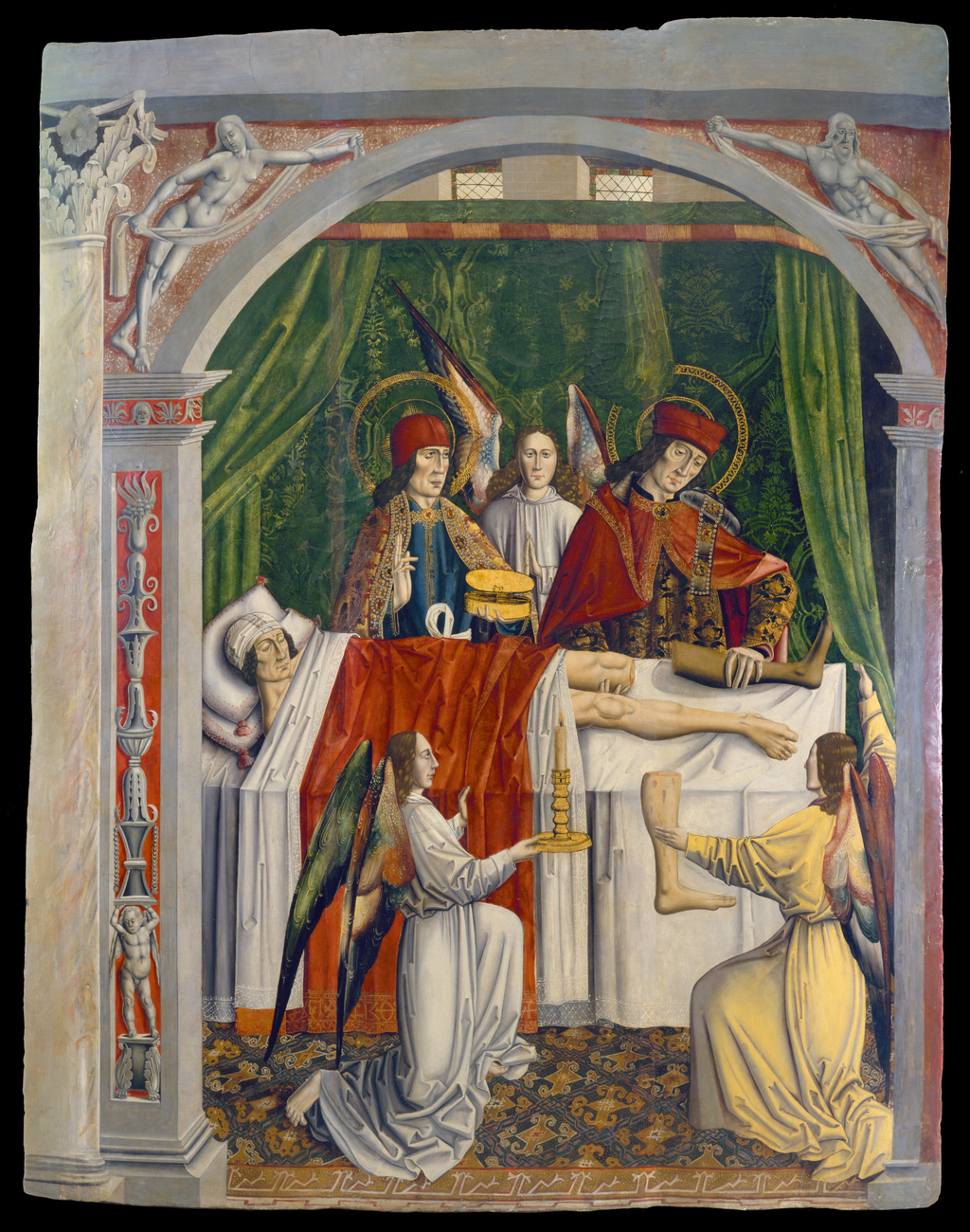
Le Rêve du bedeau : Côme et Damien pratiquant la transplantation miraculeuse d'une jambe, attr. au maître de Los Balbases, v. 1495.

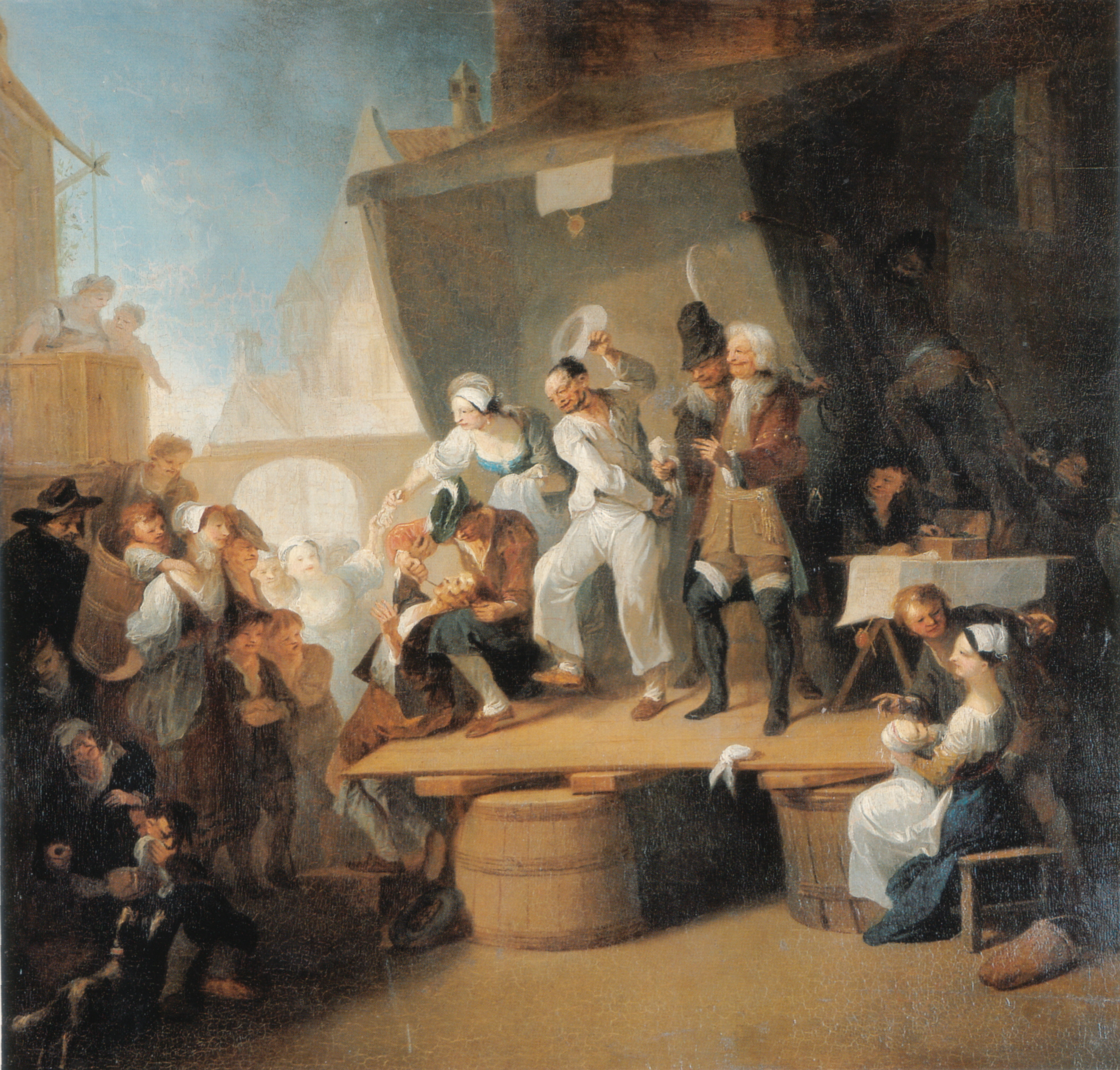
The Quack (vers 1785), peinture de Franz Anton Maulbertsch, montre un barbier chirurgien dans l'exercice de son métier.

En France, la première école chirurgicale est fondée à Montpellier en 1220. C'est de cette université qu'est issu Guy de Chauliac, auteur de la Grande Chirurgie (Chirurgica Magna) en 1368, premier ouvrage chirurgical en français. Bien que le IVe concile du Latran ait interdit de pratiquer l'apprentissage chirurgical en 1215, la permission du duc d'Anjou autorise les barbiers chirurgiens du sud de la France à disposer une fois par an d'un corps de supplicié pour le disséquer et apprendre l'anatomie.
À la suite de l'instabilité et des guerres civiles qui ravagent l'Italie, les écoles de Salerne et Bologne vont émigrer vers Paris où Lanfranc crée l'école de chirurgie de Paris : la Confrérie de Saint-Côme des maîstres-mires.
Au XVe siècle, le milieu médico-chirurgical en France comprend le médecin, homme du clergé qui ne pratique aucun geste chirurgical, le barbier qui effectue quelques gestes chirurgicaux en plus de son activité, l'inciseur nomade qui est souvent un charlatan et enfin le barbier chirurgien.
Toujours au XIVe siècle, à la suite d'un schisme entre chirurgiens et médecins, la Confrérie de Saint-Côme va entrer en conflit avec la faculté de médecine de Paris. Il s'ensuit un procès long de près de trois siècles qui aboutira à la dissolution de la Confrérie de St Côme en 1660. Les chirurgiens perdent alors le droit d'exercer la médecine et l'école chirurgicale de Paris disparait.

## La Renaissance

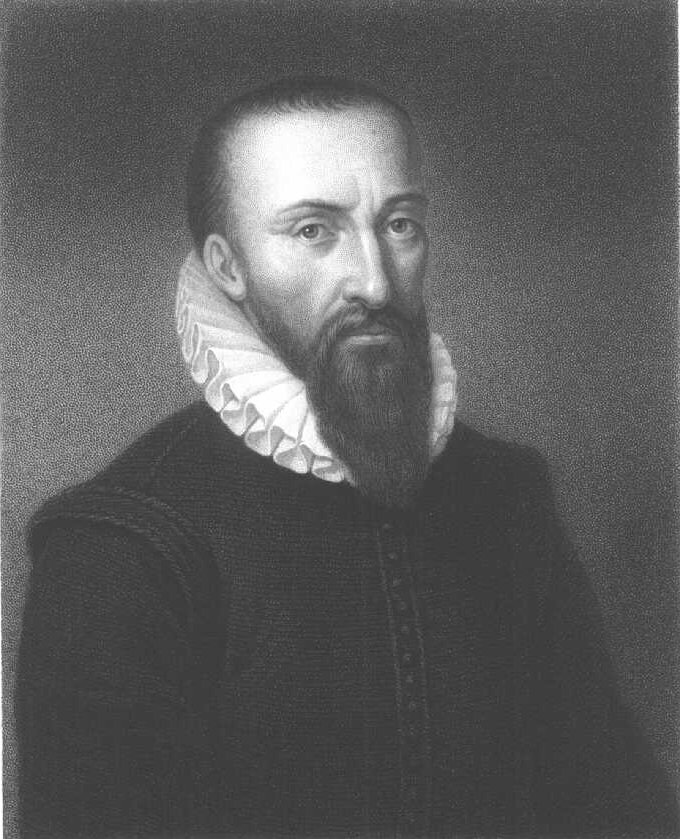
Ambroise Paré

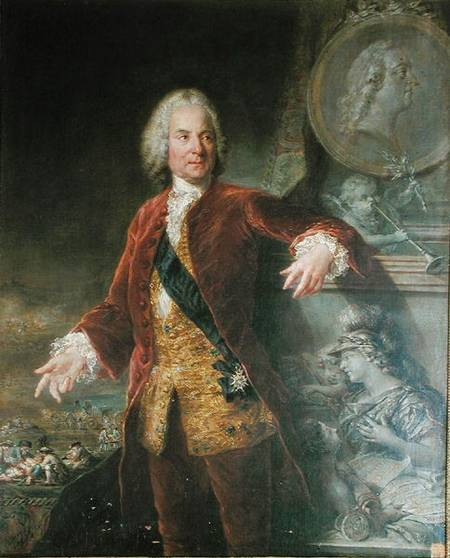
Germain Pichault de La Martinière (1697-1783)

À la Renaissance, la chirurgie connaît un renouveau grâce à l'évolution de techniques qui ne lui sont pas directement liées. L'imprimerie permet une meilleure diffusion des connaissances chirurgicales et anatomiques développées dans le monde arabo-musulman. La multiplication des armes à feu apporte d'autre part un nouveau problème : les blessures qu'elles engendrent sont plus graves. Contrairement aux armes blanches qui peuvent transpercer les chairs sans trop endommager les nerfs et les vaisseaux, qui roulent sous la lame, les armes à feu dilacèrent les muscles et les organes, et la taille de leurs projectiles rend l'amputation de plus en plus souvent nécessaire..
Les études chirurgicales reprennent en Italie avec Léonard de Vinci qui pratique plusieurs dissections cadavériques, André Vésale, Fallope, Varole ou encore Da Carpi.
Un autre personnage marquant de la Renaissance est Ambroise Paré qui est nommé barbier chirurgien à vingt-six ans. Tout au long de sa vie, il se consacre alternativement à la chirurgie de guerre et à la pratique civile. Il est nommé Premier chirurgien de quatre rois de France : François Ier, Henri II, Charles IX et Henri III. Parmi les innovations qu'il apporte, il faut noter le remplacement de la cautérisation par la ligature des vaisseaux. Ambroise Paré est considéré comme le père de la chirurgie moderne.

## LeXVIIeet leXVIIIesiècle
En France au XVIIe siècle, la chirurgie connaît un double bouleversement. En 1660, la confrérie de Saint-Côme est dissoute à la suite de la perte d'un procès contre la faculté de médecine de Paris. Les chirurgiens n'ont alors plus le droit d'exercer la médecine. Pourtant, pour de nombreuses pathologies, notamment les ulcères, les chirurgiens opèrent très souvent sans médecins : à  Marseille, le chirurgien Antoine Lambert écrit un ouvrage consacré au traitement de ces ulcères, ainsi que des caries, des fistules et de l'hydrocèle. Mais en 1686, la chirurgie connaît un redressement en France. En effet, Louis XIV, le Roi-Soleil, souffre d'une fistule anale. Ses médecins lui prescrivent la saignée et le clystère, qui restent sans effet notable. Il fait alors appel à son premier chirurgien, Charles-François Félix. L'intervention du 18 novembre 1686 est un succès, et la guérison du roi rend à la chirurgie la confiance du public,.
Le 18 décembre 1731, Louis XV inaugure l'Académie royale de chirurgie à Paris, institution où de nouveaux chirurgiens sont formés et de nouvelles techniques mises au point. Le 23 avril 1743, après la publication du premier numéro de ses Mémoires et sous l'impulsion du Premier chirurgien, Germain Pichault de La Martinière, l'Académie obtient du roi la séparation définitive entre les chirurgiens et les barbiers et le rétablissement de l'égalité hiérarchique entre les médecins et les chirurgiens. La Martinière dote par ailleurs plusieurs grandes villes françaises d'écoles de chirurgie et crée à Paris l'« école pratique de chirurgie » où les élèves peuvent s'exercer à opérer sur des cadavres.

## La Révolution française et le Premier Empire

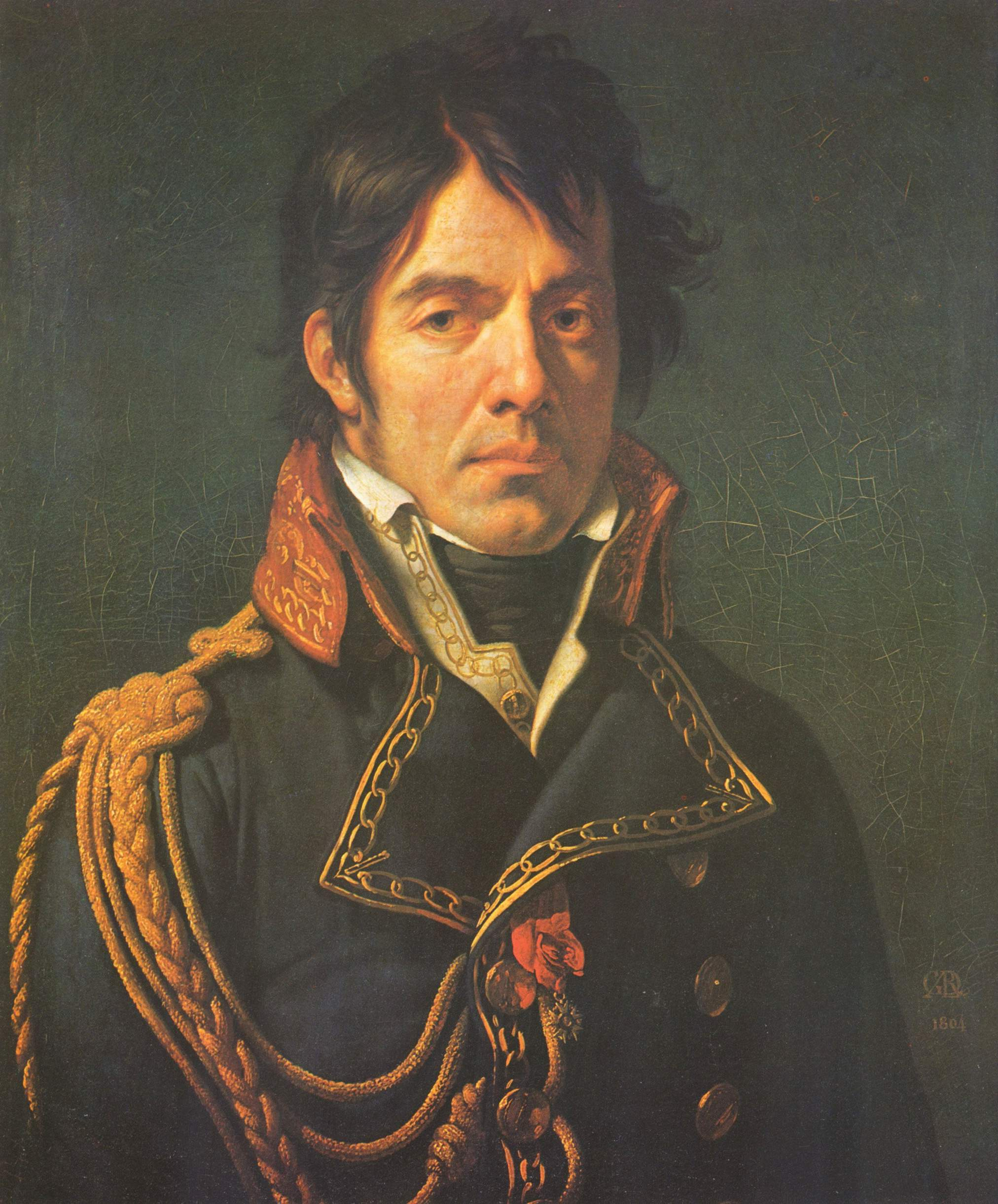
Dominique-Jean Larrey

Après la suppression de l'Académie royale de chirurgie, il est nécessaire de former de nouveaux chirurgiens. Deux écoles de santé sont donc créées pour former des officiers de santé qui doivent devenir rapidement opérationnels. Deux d'entre eux ont particulièrement marqué leur époque : Pierre-François Percy et Dominique-Jean Larrey.
Lors de la bataille de Borodino, ce dernier a réalisé deux-cents amputations en vingt-quatre heures avec une mortalité de trois pour dix (relativement faible compte tenu de l'époque et de la situation).
La marine impériale connaît aussi son lot de souffrances. Ainsi en son sein, notamment dans les hôpitaux des grands ports, sur les vaisseaux, mais aussi sur les pontons anglais où s'entassaient dans le plus grand dénuement les prisonniers de la défaite de Trafalgar, s'illustra un chirurgien : Pierre Lefort.

## LeXIXesiècle
Après la chute de l'empire, la chirurgie civile progresse de nouveau. Guillaume Dupuytren est l'une des personnalités les plus marquantes en chirurgie de cette époque. Il réalise des résections d'ostéosarcomes de la mandibule, traite des anévrismes de l'artère poplitée et sa mortalité opératoire est faible pour l'époque avec un cas pour quinze. Joseph Récamier quant à lui est le créateur de la gynécologie moderne ; il a réalisé des hystérectomies vaginales pour cancer et développe une instrumentation adaptée pour les accouchements.
La seconde moitié du XIXe siècle va connaître une nouvelle phase de régression avec l'augmentation de la fréquence des infections. Lors des guerres de Crimée et d'Italie, on atteint plus de 85 % de décès pour des amputations crurales. Les progrès viendront d'Angleterre où les hôpitaux sont organisés différemment. Les hôpitaux y sont plus aérés, les patients sont moins entassés et n'atteignent de ce fait "que" 48 % de décès post-opératoires contre plus de 80 % en France.
La lutte contre l'infection reste sommaire avec des pansements à l'eau froide auxquels il est ajouté de l'hypochlorite de chaux ou du permanganate de potassium. L'analgésie reste tout aussi sommaire avec l'administration orale d'opium qui a un faible effet analgésique mais aussi un effet sédatif.
En Amérique, le XIXe siècle apporte l'anesthésie. Humphrey Davy découvre en 1800 les effets du protoxyde d'azote qui donne un état euphorique. Michael Faraday découvre pour sa part les propriétés anesthésiques de l'éther, William Thomas Green Morton fut quant à lui le premier à l'utiliser chez l'homme dès 1846. Dès l'année suivante l'éther sera aussi utilisé en Europe par Liston à Londres et Alfred Velpeau à Paris.
L'anesthésie va révolutionner les conditions opératoires qui désormais ne sont plus des séances de torture, telle la première laparotomie réalisée par Ephraim McDowell en 1809 afin de pratiquer une ovariectomie, transgressant ainsi le principe moral « Nul ne parviendra à exciser les tumeurs internes quelles que soient leurs origines » puisque la « limite imposée par Dieu » interdisait de franchir le péritoine (seules l’orthopédie et la césarienne étaient admises).
Malgré l'absence d'antisepsie, les techniques chirurgicales se développent au cours de la seconde partie du XIXe siècle.
Eugène Koeberlé, pionnier de la chirurgie abdominale, court dès 1862 de succès en succès grâce à une asepsie rigoureuse, la pratique de l'hémostase qu'il perfectionne au moyen d'une panoplie d'instruments de sa conception et l'innovation dans les soins pré- et post-opératoires.
Bernhard von Langenbeck réalise des hystérectomies par voie abdominale, Gustav Simon réalise lui les premières néphrectomies et splénectomies.

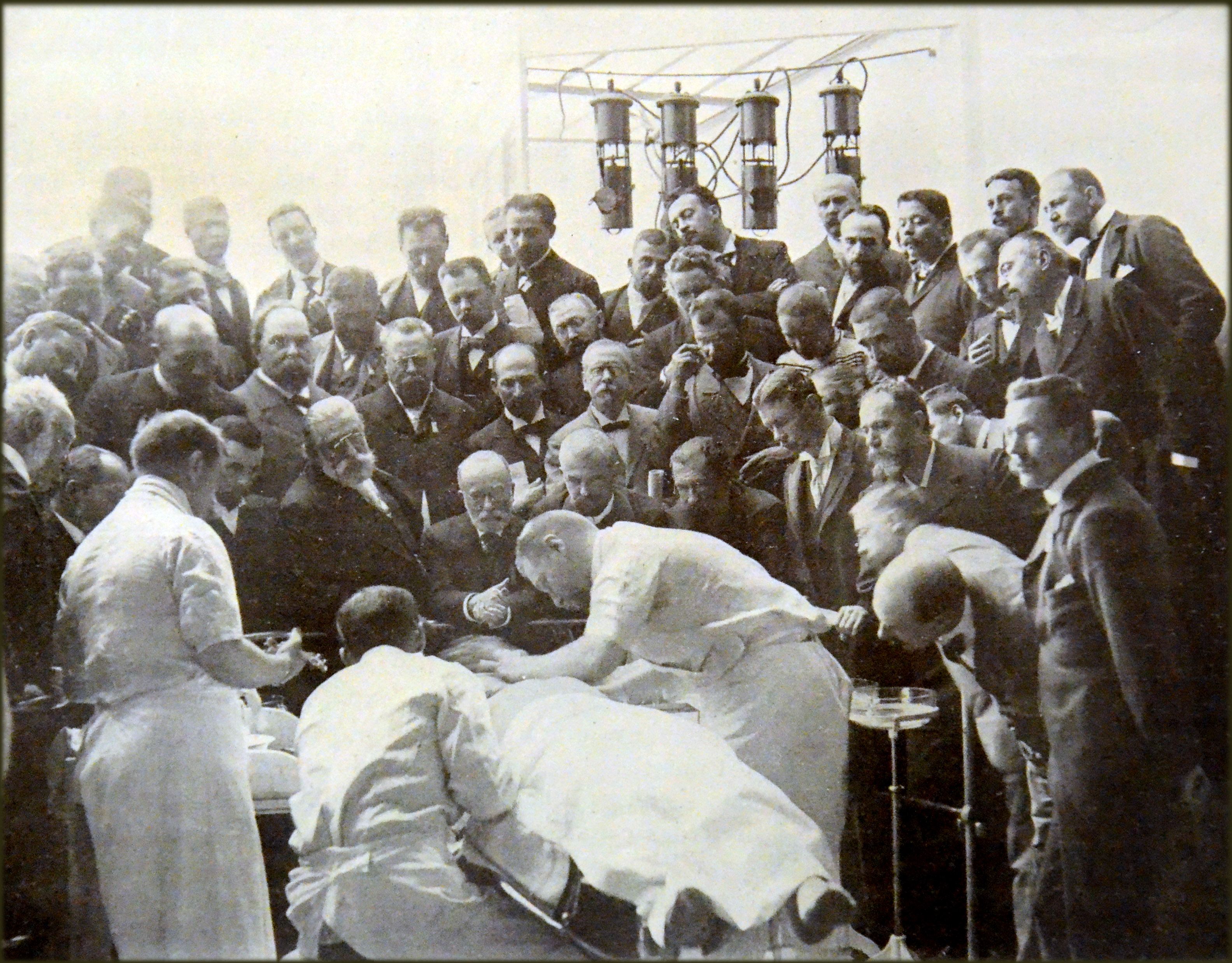
Opération de craniectomie en présence des professeurs Von Bergmann, Von Eiselberg, Keen, Levchine, Sneguireff, Glubaroff, etc. ; au Congrès international de médecine, le 5 aout 1900.

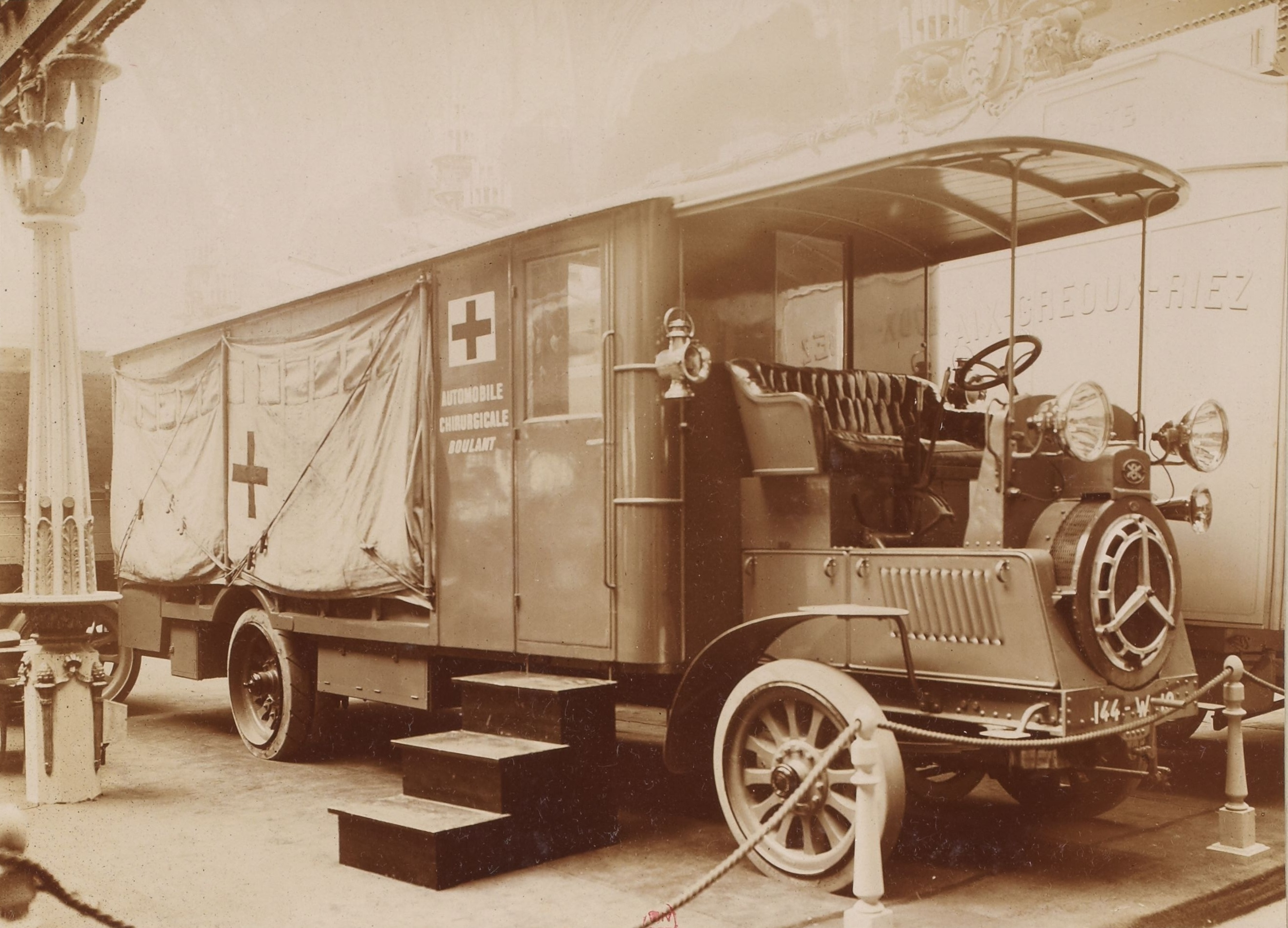
Camion chirurgical Mercedes (1913).

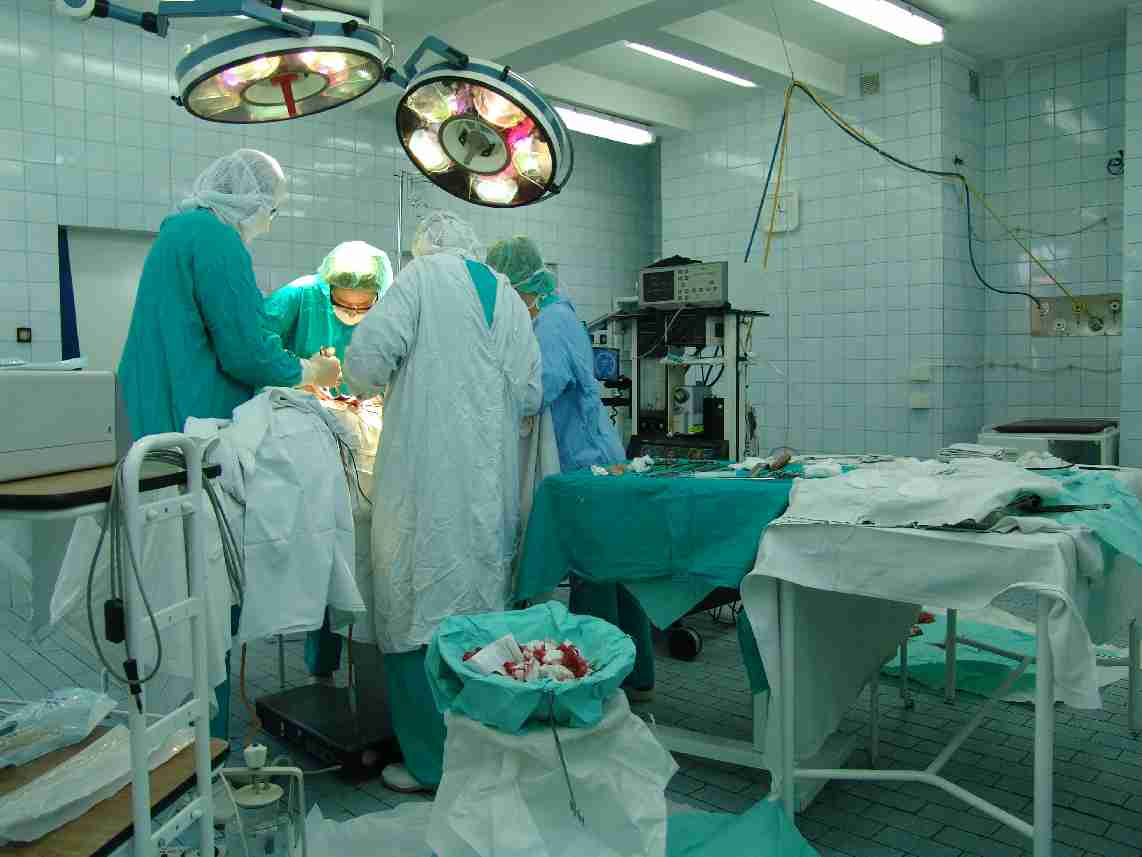
Un bloc opératoire (Hôpital gynécologique de l'Université médicale de Silesia, à Bytom en Pologne.)

Ignace Semmelweis initie l'antisepsie avec l'usage de chlorure de chaux et le lavage des mains, ce qui a fait chuter les complications infectieuses post-accouchement mais sa découverte restera sans suite directe. Il faudra attendre Joseph Lister qui, avec les travaux de Louis Pasteur, admet l'existence d'une flore microbienne. Ainsi, il va développer le spray d'acide phénique pour travailler en asepsie. En Angleterre, le taux de mortalité opératoire chute de 48 % à 10 %.
L'asepsie va continuer à se développer à la fin du XIXe siècle avec l'utilisation de gants en caoutchouc, l'invention de l'autoclave, la création d'une salle d'opération puis du bloc opératoire. L'hôpital Necker est le premier à disposer d'un bloc en 1912.

## LeXXesiècle
C'est avant la Première Guerre mondiale que sont mises au point les grandes techniques chirurgicales telles que la chirurgie de la paroi de l'abdomen, du tube digestif, du thorax, de la gynécologie.
Les « gueules cassées » de la Première Guerre mondiale sont à l'origine du développement de la chirurgie réparatrice.
La seconde partie du XXe siècle verra exploser les progrès et les techniques chirurgicales. On voit alors se développer les greffes d'organes avec dans les années 1950 les premières greffes du rein, de la moelle osseuse et du foie puis ont suivi celles du cœur, du poumon etc. La première transplantation cardio-pulmonaire date de 1982 et a été réalisée par Christian Cabrol.
Ces évolutions de techniques chirurgicales ont été réalisées avec l'aide indispensable des nouvelles techniques d'imagerie comme la radiographie dès 1895, ont suivi bien plus tard l'échographie (1970), l'IRM dans les années 1980, le Petscan et bien d'autres.

## LeXXIesiècle
Le 7 septembre 2001 a lieu l'opération Lindbergh, première opération de télé-chirurgie totalement réalisée, avec succès, par une équipe chirurgicale située à New York sur une patiente se trouvant à Strasbourg.
Le 1er août 2008, la première transplantation de deux bras entiers a été réalisée en Allemagne à la clinique universitaire de Munich, par une équipe de quarante personnes sous la direction des professeurs Christoph Hijhnke et Edgar Biemer.
En neurochirurgie, les progrès sont également considérables : les patients opérés éveillés permettent d'affiner l'intervention et ont désormais de grandes chances de survivre sans séquelles ; c'est l'émergence d'une « chirurgie éveillée »,,.